# Supermarine S.4
El Supermarine S.4 va ser un monoplà a motor d'un sol seient de carreres i d'aigua construït per Supermarine per competir en el Trofeu Schneider de 1925. Va xocar i es va destruir abans que la competició començara.

## Especificacions
Dades de Supermarine Aircraft since 1914
Característiques generals
- Tripulació: 1
- Longitud: 8,12 m
- Envergadura: 9,33 m
- Alçada: 3,57 m
- Superfície de l'ala 12,9 m²
- Pes buit: 1.179 kg
- Pes carregat: 1.447 kg
- Motors: 1×  motor alternatiu de 12 cilindres en W refrigerat per aigua Napier Lion VII, 680 cv

 Rendiment 
- Velocitat màxima: 208 kn, 385 km/h
- Càrrega alar: 112 kg/m²
- Potència/pes: 0.35 kW/kg